# Espartignac
Espartignac é uma comuna francesa na região administrativa da Nova Aquitânia, no departamento de Corrèze. Estende-se por uma área de 14,03 km². Em 2010 a comuna tinha 437 habitantes (densidade: 31,1 hab./km²).